# Richard Aster
Richard Arthur Aster (* 11. März 1900 in Breslau; † 6. Mai 1945 ebenda) war ein deutscher SA-Führer, zuletzt im Rang eines SA-Gruppenführers.

## Leben

### Jugend, Erster Weltkrieg und Freikorpszeit
Aster war der Sohn eines Postassistenten. Nach dem Besuch eines Realgymnasiums, das er mit der Obersekundareife verließ, durchlief er eine zweijährige landwirtschaftliche Lehre.
Im September 1918 meldete Aster sich freiwillig zur Teilnahme am Ersten Weltkrieg, in dem er bis zum Waffenstillstand mit einem Sturmbataillon an der Westfront kämpfte. Anschließend betätigte er sich im Grenzschutz Posen, mit dem er an mehreren deutsch-polnischen Grenzkämpfen teilnahm, wobei er wiederholt verletzt wurde. Während des Kapp-Putsches schloss Aster sich dem Freikorps Aulock an. Anfang 1921 trat er in Oberschlesien in das Freikorps Rossbach ein, mit dem er sich bis 1922 an Kämpfen in Oberschlesien beteiligte. Anschließend wurde er in die Arbeitsgemeinschaft Rossbach übernommen, mit der er in größeren Kameradschaftsverbänden auf verschiedenen Gütern im Osten als landwirtschaftlicher Arbeiter tätig war. Hintergrund dieser Art der Beschäftigung war, dass die ehemaligen Freikorpsangehörigen für den Fall einer günstigen Gelegenheit für einen gewaltsamen Aufstand gegen den Staat zusammengehalten werden sollten. Nebenbei gehörte er von 1919 bis 1922 dem Deutschvölkischen Schutz und Trutzbund an. Ab 1923 betätigte Aster sich im Stahlhelm, in dem er bis etwa 1927 eine Ortsgruppe führte. Außerdem war er Mitglied der Großdeutschen Arbeiterpartei. Beruflich fand er ein Auskommen als reisender Vertreter für photographische Artikel.

### Laufbahn in der späteren Weimarer Republik und im NS-Staat
Von 1927 bis Mitte 1930 verhielt Aster sich politisch inaktiv. Laut eigenen Angaben trat er im Juli 1930 in die NSDAP ein, der Antrag wurde aber erst später bearbeitet, so dass er zum 1. Juni 1931 offiziell aufgenommen wurde (Mitgliedsnummer 544.230). Im Februar 1931 trat er auch in die SS ein, in der er Ende 1931 bereits den Rang eines Sturmführers erreicht hatte. Im Oktober 1932 wechselte Aster von der SS in die SA, in der er Schritt um Schritt befördert wurde. So erreichte er im November 1934 den Rang eines Standartenführers und im Jahr 1942 mit der Beförderung zum Gruppenführer den höchsten Rang seiner Karriere.
Zum 5. Juli 1934 wurde Aster mit der Führung der SA-Brigade 117 Oberschlesien Nord mit Dienstsitz in Oppeln beauftragt, die er bis zum 15. September 1934 führte. Vom 15. September 1934 bis zum 1. Mai 1935 amtierte er dann als Stabsführer der SA-Brigade 17 Oberschlesien. Zum 1. Mai 1935 wurde er mit der Führung dieser Brigade beauftragt, zu deren ständigem Führer er zum 20. April 1936 ernannt wurde. Diese Stellung behielt er knapp sechs Jahre lang bis zum 31. Januar 1942 bei.
Bei den Reichstagswahlen vom 21. März 1936 und 10. April 1938 kandidierte Aster erfolglos auf den jeweiligen Einheitslisten der NSDAP (Listenplatz 763) für ein Mandat im politisch bedeutungslosen Reichstag. Hingegen war er bei SA-Aktivitäten auf kommunaler Ebene aktiv, so auf Besprechungen zur Planung der SA-Siedlung Eichenkamp im Haus Oberschlesien am 12. Februar 1938.
Während des Zweiten Weltkriegs kam Aster zunächst als Feldwebel und dann als Offizier in einer Panzerabwehreinheit zum Einsatz. 1941 wurde er zum Reichsministerium für die besetzten Ostgebiete versetzt und dort in der Verwaltung für das besetzte Estland und später als Gebietskommissar für dieses Gebiet verwendet.
In der SA wurde Aster derweil mit Wirkung vom 1. Februar 1942 mit der Führung der SA-Gruppe Schlesien beauftragt, zu deren regulärem Führer er zum 1. April 1943 ernannt wurde. Diese Stellung behielt er bis zum Kriegsende bei.
Im Frühjahr 1945 nahm Aster an der Verteidigung der zur Festung erklärten Stadt Breslau gegen die Rote Armee teil. Er kam unmittelbar vor Kriegsende um, als er am 6. Mai 1945 zusammen mit dem SA-Obergruppenführer Otto Herzog ein russisches Minenfeld an der Schießwerderbrücke durchquerte.
Der Historiker Bruce Campbell deutet Aster in seiner Studie zur Soziologie des SA-Führungskorps als einen typischen Vertreter des von ihm als „schubweise tätigen Aktivisten“ (serial activist) bezeichneten Typus eines höheren SA-Führers. Charakteristisch für die Exponenten dieses SA-Führer-Typus sei es gewesen, dass sie sich in der Zeit zwischen dem Ersten Weltkrieg und dem Machtantritt der Nazis immer wieder zeitweise in paramilitärischen und völkischen Organisationen betätigten, um sich zwischendurch während der Phasen innenpolitischer Beruhigung aus dem politisch-paramilitärischen Getümmel zurückzuziehen und dann, wenn eine Situation eintrat, in der die Rechte einen politischen Aufschwung erfuhr, wieder aus der Versenkung hervorzukommen: Wie viele Exponenten dieses Typus habe Aster, so Campbell, seinen Weg in der alten kaiserlichen Armee begonnen, um dann in diverse militärische sowie paramilitärische und völkische Organisationen überzutreten, bevor er sich in den guten Jahren der Weimarer Republik, in denen die Wehrverbände und die völkischen Organisationen eine schwere Zeit hatten, aus der paramilitärischen Szene zurückgezogen habe, um sich schließlich in den Jahren der Agonie des Weimarer Staates der NSDAP und ihren Kampforganisationen anzuschließen.

## Beförderungen
- 1931: SS-Sturmführer
- 9. November 1934: SA-Standartenführer
- 20. April 1936: SA-Oberführer
- 30. Januar 1937: SA-Brigadeführer
- 30. Januar 1942: SA-Gruppenführer